# クイズH.Q.
『クイズH.Q.』（QUIZ H.Q.）は1990年にタイトーから発売されたクイズゲームである。
同社のレースゲーム『チェイスH.Q.』の世界観を元にしており（ただし犯罪は「食い逃げ」などコミカルなものが多く、キャラクターもコミカルになっている）、4択クイズやYES/NOクイズに正解していくことでストーリーを進めていく。
各ステージは数ラウンドある追跡パートをこなして逃走車に接近した後に、対決パートに移行する。追跡パートでは4択クイズやYES/NOクイズをノルマ分正解すればクリア。対決パートでは4択クイズになり、正解すれば逃走車の耐久力を減らせる（対決パートの前には武器やアイテムの補給がある）。逃走車の耐久力を0にすれば犯人逮捕で1ステージクリア。